# Ballina Shire
Koordinaten: 28° 50′ S, 153° 32′ O

Ballina Shire ist ein lokales Verwaltungsgebiet (LGA) im australischen Bundesstaat New South Wales. Das Gebiet ist 484,9 km² groß und hat etwa 46.000 Einwohner.
Ballina liegt im äußersten Nordosten des Staats an der Pazifikküste etwa 750 km nördlich von Sydney und 200 km südlich von Brisbane. Das Gebiet umfasst 39 Ortsteile und Ortschaften: Alstonvale, Alstonville, Bagotville, Ballina, East Ballina, South Ballina, West Ballina, Brooklet, Cabbage Tree Island, Coolgardie, Cumbalum, Dalwood, Empire Vale, Fernleigh, Goat Island, Keith Hall, Kinvara, Knockrow, Lennox Head, Lynwood, Meerschaum Vale, Patchs Beach, Pimlico, Pimlico Island, Rous, Rous Mill, Skennars Head, Teven, Tintenbar, Tuckombil, Uralba, Wardell, East Wardell, Woolongbar und Teile von Broken Head, Marom Creek, McLeans Ridges, Newrybar und Pearces Creek. Der Sitz des Shire Councils befindet sich im Zentrumsbezirk der Stadt Ballina, die etwa 16.500 Einwohner hat.
Ballina Shire ist einer der am schnellsten wachsenden Gebiete in der North-Coast-Region – drei Viertel der Bevölkerung sind unter 60 Jahre. Der Bezirk lebt hauptsächlich von Tourismus und Fischerei, produziert aber auch Zucker, Macadamia-Nüsse, Rinder, Avocado und Steinfrüchte.
Die Küstenstadt Lennox Head mit etwa 7.700 Einwohnern ist ein Zentrum für Wassersportler. Die drittgrößte Stadt mit etwa 6.000 Einwohnern ist Alstonville.

## Verwaltung
Der Ballina Shire Council hat zehn Mitglieder. Der Mayor (Bürgermeister) wird von allen Bewohnern des Shires gewählt, dazu kommen je drei Councillors aus den drei Wards (A, B und C Ward). Diese drei Bezirke sind unabhängig von den Ortschaften festgelegt.